# Međuopćinska nogometna liga ZO Bjelovar – skupina Jug 1983./84.
Međuopćinska nogometna liga ZO Bjelovar - skupina Jug (Međuopćinska nogometna liga Zajednice općina Bjelovar - grupa Jug je bila liga petog stupnja nogometnog prvenstva Jugoslavije u sezoni 1983./84. 
 
Ovo je bila prva sezona ovakve lige, te je u njoj sudjelovalo 11 klubova s područja tadašnjih općina Bjelovar, Čazma, Daruvar, Garešnica, Grubišno Polje i Pakrac, a prvak je bio "Slavonac iz Lipika. 

## Ljestvica
| mj. | klub                      | ut. | pob. | ner. | por. | gol+ | gol- | bod |
| --- | ------------------------- | --- | ---- | ---- | ---- | ---- | ---- | --- |
| 1.  | Slavonac Lipik            | 20  | 13   | 2    | 5    | 58   | 30   | 28  |
| 2.  | BSK Brezovac              | 20  | 12   | 2    | 6    | 48   | 27   | 26  |
| 3.  | Garić Garešnica           | 20  | 10   | 3    | 7    | 49   | 33   | 23  |
| 4.  | Polet Narta               | 20  | 7    | 7    | 6    | 39   | 31   | 21  |
| 5.  | Bilogorac Veliko Trojstvo | 20  | 7    | 7    | 6    | 33   | 30   | 21  |
| 6.  | Sloga Bjelovar            | 20  | 8    | 5    | 7    | 34   | 34   | 21  |
| 7.  | Hajduk Hercegovac         | 20  | 9    | 3    | 8    | 33   | 46   | 21  |
| 8.  | Bilogorac Grubišno Polje  | 20  | 8    | 6    | 6    | 43   | 27   | 20  |
| 9.  | Lasta Gudovac             | 20  | 4    | 7    | 9    | 28   | 44   | 15  |
| 10. | Kamen Sirač               | 20  | 3    | 9    | 8    | 29   | 49   | 15  |
| 11. | Borac Čazma               | 20  | 1    | 4    | 15   | 23   | 67   | 6   |

## Rezultatska križaljka
| kratica | klub                      | BILGP | BILVT | BOR | BSK | GAR | HAJ | KAM | LAS | POL | SLA | SLO |
| --- | ------------------------- | ----- | ----- | --- | --- | --- | --- | --- | --- | --- | --- | --- |
| BILGP | Bilogorac Grubišno Polje  |       |       |     |     |     |     |     |     |     |     |     |
| BILVT | Bilogorac Veliko Trojstvo |       |       |     |     |     |     |     |     |     |     |     |
| BOR | Borac Čazma               |       |       |     |     |     |     |     |     |     |     |     |
| BSK | BSK Brezovac              |       |       |     |     |     |     |     |     |     |     |     |
| GAR | Garić Garešnica           |       |       |     |     |     |     |     |     |     |     |     |
| HAJ | Hajduk Hercegovac         |       |       |     |     |     |     |     |     |     |     |     |
| KAM | Kamen Sirač               |       |       |     |     |     |     |     |     |     |     |     |
| LAS | Lasta Gudovac             |       |       |     |     |     |     |     |     |     |     |     |
| POL | Polet Narta               |       |       |     |     |     |     |     |     |     |     |     |
| SLA | Slavonac Lipik            |       |       |     |     |     |     |     |     |     |     |     |
| SLO | Sloga Bjelovar            |       |       |     |     |     |     |     |     |     |     |     |
| |                           |       |       |     |     |     |     |     |     |     |     |     |
| podebljan rezultat - utakmice od 1. do 11. kola (1. utakmica između klubova) rezultat normalne debljine - utakmice od 12. do 22. kola (2. utakmica između klubova) rezultat nakošen - nije vidljiv redoslijed odigravanja međusobnih utakmica iz dostupnih izvora rezultat smanjen * - iz dostupnih izvora nije uočljiv domaćin susreta prekrižen rezultat - poništena ili brisana utakmica p - utakmica prekinuta 3:0 p.f. / 0:3 p.f. - rezultat 3:0 bez borbe n.i. - nije igrano |                           |       |       |     |     |     |     |     |     |     |     |     |

 Izvori: